# The Wicker Man (chanson)
Pour les articles homonymes, voir The Wicker Man.
Singles de Iron Maiden
Futureal
(1998) Out of the Silent Planet
(2000)
The Wicker Man est une chanson du groupe de heavy metal britannique Iron Maiden, extraite de leur album Brave New World, paru en 2000.
Elle est inspirée du film The Wicker Man (Le Dieu d'osier) de Robin Hardy.

## Classements hebdomadaires
| Classement (2000)                         | Meilleure position |
| ----------------------------------------- | ------------------ |
| Allemagne (GfK Entertainment)             | 38                 |
| Espagne (PROMUSICAE)                      | 5                  |
| États-Unis (Mainstream Rock Tracks chart) | 19                 |
| Finlande (Suomen virallinen lista)        | 11                 |
| France (SNEP)                             | 39                 |
| Irlande (IRMA)                            | 35                 |
| Italie (FIMI)                             | 3                  |
| Norvège (VG-lista)                        | 9                  |
| Royaume-Uni (UK Singles Chart)            | 9                  |
| Royaume-Uni (UK Rock Chart)               | 1                  |
| Suède (Sverigetopplistan)                 | 5                  |
| Suisse (Schweizer Hitparade)              | 83                 |